# Gerrit Jeronimo Broekhuysen
Gerrit Jeronimo (Gerry) Broekhuysen (* 8. April 1908 in Batavia, Java, Niederländisch-Indien; † 16. April 1975 in Athen, Griechenland) war ein niederländischer Zoologe. Seine Forschungsschwerpunkte waren die Entomologie und die Ornithologe. Er war auch ein versierter Vogelfotograf.

## Leben
Broekhuysen war der Sohn von Gerard Johannes Broekhuysen und Elizabeth Cornelia De Vries. Ab dem Alter von 10 Jahren absolvierte er seine Ausbildung in den Niederlanden. 1936 wurde er mit der Dissertation On development, growth and distribution of Carcinides maenas (L.) an der Universität Leiden zum Ph.D. promoviert. Im selben Jahr heiratete er Marie Henriette, mit der er zwei Söhne hatte. Von 1936 bis 1938 war er Dozent für Zoologie an der Universität Kapstadt (UCT). Von 1938 bis 1942 arbeitete er an der staatlichen Abteilung für Entomologie in Pretoria, wo er an unter anderen an einer Studie über die Ameisenart Pheidole megacephala mitwirkte. 1942 nahm er eine Stelle als Entomologe in Niederländisch-Indien an, doch kurz nach seiner Ankunft wurden er und seine Frau von den einmarschierenden japanischen Streitkräften gefangen genommen und für den Rest der Kriegshandlungen inhaftiert. Im August 1946 wurde er Lecturer und im Oktober 1954 Senior Lecturer für Zoologie an der Universität Kapstadt. Im April 1967 wurde er zum Assistant Professor befördert. Ende 1973 ging er in den Ruhestand. Im April 1975 starb er während seines Urlaubs nach kurzer Krankheit in Athen, Griechenland.
In seiner frühen beruflichen Laufbahn war Broekhuysen vor allem an der Entomologie und der Meeresbiologie interessiert. Während seines Studiums an der Universität Kapstadt führte er in Zusammenarbeit mit anderen Wissenschaftlern meeresbiologische Untersuchungen in Port Elizabeth und East London durch und nahm später an mehreren Studien in Mündungsgebieten teil, darunter in der Kosi Bay (1949), in der Durban Bay (1950), dem St.-Lucia-See (1957, 1970), dem Morrumbene in Mosambik (1954) und dem Mündungsgebiet des Breede River (1955). Danach widmete er sich vornehmlich der Ornithologie und richtete seine Forschung und Lehre auf das Verhalten der Vögel und dessen Analyse. Er galt als erster Professor in Südafrika, der Studenten bei der Erlangung höherer akademischer Grade im Fachbereich Ornithologie betreute.
Broekhuysen war auch eine treibende Kraft bei der Einrichtung des Rondevlei-Reservats im Jahr 1952. Er war einige Jahre lang Redakteur bei der Zeitschrift Ostrich und Autor des Buches The Birds around us: the commoner birds of South Africa, das 1966 in Englisch und Afrikaans erschien und 1970 in einer überarbeiteten Auflage herausgegeben wurde. Sein Field guide to the birds of the South African sea-shore wurde 1969 veröffentlicht.